# Opcja europejska
Opcja europejska to opcja, która może zostać zrealizowana tylko w jednym, z góry określonym terminie (tj. w terminie wygaśnięcia opcji – maturity).
Profil wypłaty dla opcji w momencie wykonania przedstawia się następująco:
- {\displaystyle \max((S_{T}-K),0),} dla opcji kupna,
- {\displaystyle \max((K-S_{T}),0),} dla opcji sprzedaży,

przy czym:
{\displaystyle K} jest ceną wykonania,
{\displaystyle S_{T}} jest ceną instrumentu bazowego w momencie wykonania.